# Nederlander van het Jaar
Nederlander van het Jaar is de jaarlijkse verkiezingen door de redactie van EW (voorheen Elsevier weekblad) van een man of vrouw die zijn of haar stempel op het afgelopen jaar heeft gedrukt, in negatieve of positieve zin, dan wel dat jaar een bijzondere prestatie heeft verricht, of dat jaar symboliseert. De Nederlander van het Jaar wordt altijd in december bekendgemaakt.

## Geschiedenis
De eerste keer dat EW (Elsevier weekblad) een Nederlander van het Jaar uitkoos, was in 2004. Naar eigen zeggen heeft de redactie zich laten inspireren door het Amerikaanse weekblad Time, dat sinds 1927 een Person of the Year aanwijst (tot 1999 Man of the Year genoemd). Maar anders dan Time, dat als blad met een internationaal publiek ook niet-Amerikanen verkiest, houdt EW het bij Nederlanders. Volgens toenmalig hoofdredacteur Arendo Joustra omdat een Nederlander het anders vrijwel altijd zou afleggen tegen een buitenlander.

## Nederlanders van het Jaar sinds 2004
| Jaar | Afbeelding | Keuze                                                | Leven                                | Opmerkingen | Publicatiedatum  |
| ---- | ---------- | ---------------------------------------------------- | ------------------------------------ | --- | ---------------- |
| 2004 |            | Ayaan Hirsi Ali                                      | 13 november 1969                     | Vanwege haar strijd tegen het islamfundamentalisme, de achtergestelde positie van de vrouw en de besnijdenis. | 1 januari 2005   |
| 2005 | -          | Rijkman Groenink                                     | 25 augustus 1949                     | Vanwege de wijze waarop hij het Italiaanse financiële establishment sloopte om Antonveneta te kunnen inlijven, bij de ABN AMRO. | 31 december 2005 |
| 2006 |            | De soldaat in Uruzgan                                | -                                    | "De zestienhonderd man sterke strijdmacht is erin geslaagd een vechtmissie om te smeden tot een wederopbouwmissie. Dit tegen veel pessimisme in politiek Den Haag in." | 30 december 2006 |
| 2007 |            | Joop van den Ende                                    | 23 februari 1942                     | "Een blijk van waardering voor de decennialange inspanningen van een onvergelijkbare artistieke ondernemer die de vaderlandse cultuur sterk heeft beïnvloed." | 29 december 2007 |
| 2008 |            | Wouter Bos                                           | 14 juli 1963                         | "Met dank aan de kredietcrisis schudde hij het naargeestige imago van ‘draaikont’ van zich af en werd hij voor veel Nederlanders een betrouwbaar baken in onzekere tijden." | 13 december 2008 |
| 2009 |            | Linda de Mol                                         | 8 juli 1964                          | "Het jaar 2009 was de kroon op het werk van de actrice, presentator en ondernemer. Zij won op 23 oktober de Televizierring voor de zeer succesvolle serie Gooische Vrouwen, die is gebaseerd op een idee van De Mol en waarin zij zelf de hoofdrol speelt. Bovendien speelde ze de hoofdrol in de speelfilm Terug naar de kust en steeg de oplage van haar maandblad Linda. naar grote hoogten." | 12 december 2009 |
| 2010 |            | De politicus                                         | -                                    | "Politiek wordt vaak beschouwd als een vies spelletje, maar het is een belangrijk, waardevol bedrijf. Burgers die zich offers getroosten om daaraan een bijdrage te leveren, verdienen meer waardering. Omdat ze het in 2010 extra zwaar hadden, roept Elsevier ze gezamenlijk, als dé politicus, uit tot Nederlander van het jaar." | 11 december 2010 |
| 2011 |            | Mark Rutte                                           | 14 februari 1967                     | "Iemand die ondanks economische tegenspoed toch optimisme en opgewektheid uitstraalt. Daarmee voorkomt hij dat het land wordt bevangen door somberheid." | 10 december 2011 |
| 2012 |            | Beatrix                                              | 31 januari 1938                      | "Het Koninklijk Huis kende een jaar van verdriet door het ongeluk van prins Friso en een jaar van vernedering door het schrappen van de rol die het staatshoofd speelt bij de formatie. Omdat koningin Beatrix in deze moeilijke tijden haar menselijke kanten liet zien, roept weekblad Elsevier haar uit tot Nederlander van het Jaar." | 15 december 2012 |
| 2013 |            | Wim Pijbes                                           | 9 oktober 1961                       | "De 52-jarige directeur van het Rijksmuseum in Amsterdam heeft op inspirerende wijze een weg uit de crisis gewezen." | 14 december 2013 |
| 2014 |            | Ahmed Aboutaleb                                      | 29 augustus 1961                     | "In de ogen van de redactie van Elsevier komt burgemeester Aboutaleb (53) de titel toe omdat hij het gezicht is van de stad die dit jaar uitzonderlijk vaak positief in het nieuws was, ook internationaal." | 13 december 2014 |
| 2015 |            | Dafne Schippers                                      | 15 juni 1992                         | "In de ogen van de redactie van Elsevier was Schippers, die in augustus in Peking wereldkampioen werd op de 200 meter, een lichtpunt in een jaar waarin optimisten flink op de proef zijn gesteld." | 8 december 2015  |
| 2016 |            | Marcel Levi                                          | 25 september 1964                    | "Nederlander van het Jaar is de persoon die als geen ander een stempel op het jaar heeft gedrukt, dat jaar symboliseert of dat jaar een bijzondere prestatie heeft verricht. Dat laatste geldt zeker voor Marcel Levi (52). Hij heeft het AMC in Amsterdam de afgelopen zes jaar zo goed geleid, dat dat opviel in het buitenland. Vanaf 1 januari 2017 is Levi bestuursvoorzitter van de verzameling ziekenhuizen in Londen die samengevoegd zijn onder de naam University College London Hospitals, een ziekenhuis van wereldfaam." | 7 december 2016  |
| 2017 |            | Boyan Slat                                           | 27 juli 1994                         | "Redder van de Oceanen. In 2017 kreeg zijn grootschalige project om miljoenen tonnen aan plastic afval op te ruimen, zijn definitieve vorm, zodat zijn revolutionaire systeem volgend jaar op de Stille Oceaan aan de grote schoonmaak kan beginnen. Het leuke aan deze jonge ondernemer en uitvinder is, dat hij niets heeft van de typische milieuactivist die vooral overal “tegen” is. Hij moet ook niets hebben van het opgeheven vingertje of de gebalde vuist. Hij is zelfs niet tegen plastic, dat de wereld volgens hem veel goeds heeft gebracht. Slat steekt zijn energie liever in innovatie dan in boosheid en moralisme.’" | 9 december 2017  |
| 2018 |            | De (bedreigde) burgemeester                          | -                                    | "Er is geen publieke ambtsdrager die zo onder vuur ligt als de burgemeester. Eerste burger Jos Wienen van Haarlem is, helaas voor hem, misschien wel het bekendste voorbeeld. Maar hij heeft tientallen collega’s die de afgelopen tijd eveneens met de dood zijn bedreigd of zijn geconfronteerd met verbaal of fysiek geweld.' (..) Het zijn niet alleen (drugs)criminelen die zich hieraan schuldig maken. Ook ‘gewone’ burgers kennen soms nauwelijks grenzen als ze de burgemeester bejegenen. Of het nu gaat over de opvang van asielzoekers, het afsteken van vuurwerk of de Sinterklaasintocht."                                 | 6 december 2018  |
| 2019 | -          | Derk Wiersum                                         | 30 augustus 1975 - 18 september 2019 | "Door de moord werd Wiersum symbool van de bedreigde rechtsstaat. Dat bleek ook uit de emotionele reacties op zijn dood. Van zijn collega’s en vrienden, maar ook van minister van Justitie en Veiligheid Ferdinand Grapperhaus”, aldus de redactie. „De uitverkiezing van Wiersum tot Nederlander van het Jaar 2019 is een eerbetoon aan een advocaat die streed voor een veilige en rechtvaardige samenleving.” | 7 december 2019  |
| 2020 | -          | De artsen en verpleegkundigen van de intensive care. | -                                    | "Zij staan symbool voor de strijdbaarheid in de frontlinie van de zorg en het gevecht tegen het coronavisrus." Ook Lale Gül verscheen in Op1 (9 december 2021). | 12 december 2020 |
| 2021 |            | Lale Gül                                             | 3 november 1997                      | "Gül komt de titel toe, omdat ze het lef had een grensverleggend boek te schrijven, waarmee ze een voorbeeld werd voor onderdrukte jonge moslima’s.” | 8 december 2021  |
| 2022 | -          | Het gastgezin dat ontheemden uit Oekraïne opving.    | -                                    | "Het mooie aan deze opvang is dat ze niet door de overheid is afgedwongen. Vaak kwam er zelfs geen overheid aan te pas. Het is spontane hulp, geïnspireerd door de beelden van de oorlog, de herkenbaarheid van de situatie, of grootouders die acht decennia geleden onderduikers een schuilplaats boden. Het is “Wir schaffen das” op z’n Nederlands." | 7 december 2022  |
| 2023 | -          | Peter Wennink                                        | 1957                                 | | 30 november 2023 |
| 2024 | -          | De goede huisbaas                                    | -                                    | | 5 december 2024  |

## Nederlanders van het Jaar van 1945 tot en met 2003
In 2015, toen het weekblad zijn zeventigste jubileum vierde, werden ook voor de voorafgaande jaren Nederlanders van het Jaar benoemd. Ook voor hen gold dat ze in positieve of negatieve zin een stempel op het jaar hebben gedrukt, in dat jaar een bijzondere prestatie hebben verricht of dat jaar symboliseren. Het gaat om de volgende vrouwen en mannen:
- 1945:  Piet Lieftinck
- 1946:  Truus Smulders-Beliën
- 1947:  Eduard Meijers
- 1948:  Fanny Blankers-Koen
- 1949:  De Indiëganger
- 1950:  Marinus den Ouden
- 1951:  Jeanne Roos
- 1952:  Herman Wehkamp
- 1953:  Johan van Veen
- 1954:  Het kaasmeisje
- 1955:  De emigrant
- 1956:  Marga Klompé
- 1957:  Willem Drees
- 1958:  Hub van Doorne
- 1959:  boer K.P. Boon (1906-1995). Onder zijn bietenakker werd de grootste gasbel van Europa gevonden.
- 1960:  Loe de Jong
- 1961:  Huig Maaskant
- 1962:  Mies Bouwman
- 1963:  Max Goote (1900-1991). De architect van de Mammoetwet.
- 1964:  Anton Geesink
- 1965:  Joop den Uyl
- 1966:  Prins Claus
- 1967:  Joke Smit
- 1968:  Toon Hermans
- 1969:  Jan Tinbergen
- 1970:  Piet de Jong
- 1971:  Godfried Bomans
- 1972:  Sicco Mansholt
- 1973:  Monique van de Ven
- 1974:  Johan Cruijff
- 1975:  Hans Braam
- 1976:  Prins Bernhard
- 1977:  Willem Frederik Hermans
- 1978:  Bram Vermeulen en Freek de jonge
- 1979:  Joseph Luns
- 1980:  Koningin Juliana
- 1981:  Wouter Buikhuisen
- 1982:  Chris van Veen
- 1983:  Freddy Heineken
- 1984:  Ruud Lubbers
- 1985:  Wubbo Ockels
- 1986:  De Nieuwe Nederlander
- 1987:  Sylvia Tóth
- 1988:  Marco van Basten
- 1989:  Neelie Smit-Kroes
- 1990:  Jan Timmer
- 1991:  Frits Bolkestein
- 1992:  Hella S. Haasse
- 1993:  Rop Gonggrijp
- 1994:  Hans van Mierlo
- 1995:  Thom Karremans
- 1996:  Richard Krajicek
- 1997:  Meindert Tjoelker
- 1998:  Kees van Kooten en Wim de Bie
- 1999:  Martin Veltman & Gerard 't Hooft
- 2000:  Nina Brink
- 2001:  Els Borst
- 2002:  Pim Fortuyn
- 2003:  Jan Peter Balkenende

## Bundel met 75 Nederlanders van het Jaar
In maart 2020 publiceerde Uitgeverij EW ter gelegenheid van het 75-jarig bestaan van Elsevier Weekblad een bundel met 75 Nederlanders van het Jaar. Van Piet Lieftinck (1945) tot en met Derk Wiersum (2020). De titel van de 344 pagina's tellende bundel met biografieën is 75 x Nederlander van het Jaar. De vrouwen & mannen die het verschil maakten.